# Радченко, Вера Андреевна
Вера Андреевна Радченко (24 января 1926, Новолозоватка, Криворожский округ — 10 мая 1985, Вольное, Днепропетровская область) — доярка племсовхоза «Червоный шахтар» Криворожского района Днепропетровской области. Герой Социалистического Труда (1966).

## Биография
Родилась 24 января 1926 года в селе Новолозоватка Криворожского района в крестьянской семье. Училась в местной школе.
После окончания Великой Отечественной войны начала трудовую деятельность дояркой в племсовхозе «Червоный шахтар». Включившись в работу, освоила практику и опыт коллег, уход за коровами, режим рабочего дня, который у доярок начинался с 4 часов утра. Здесь стала членом КПСС.
В 1948 году у неё были самые низкие удои молока от каждой из 17-ти закреплённых коров и составляли — 2500 литров. Уже на следующий год за счёт учёбы, ухода и правильного кормления удои достигли 3500 килограммов. И так продолжалось ежегодное повышение не только у неё, но и в районе и области.
За годы работы дояркой В. А. Радченко, по подсчётам экономистов, надоила 2 миллиона килограммов молока. А «миллионершей» стала в 1961 году, накануне XXII съезда КПСС, куда была избрана делегатом.
Как участник соцсоревнования, боролась не только за свои успехи, но и за достижения подруг-доярок, достигших результатов, превысивших у каждой более 4400 килограмм молока от закреплённой коровы.
Опытом приходилось делиться на практиковавшихся тогда семинарах, совещаниях, беседах в районе и области. Несколько раз была участницей Выставки народного хозяйства СССР, за что награждена медалями. Избиралась делегатом XX и XXII съездов КПСС.
Указом Президиума Верховного Совета СССР от 22 марта 1966 года за достигнутые успехи в развитии животноводства, увеличении производительности, заготовок мяса и молока Радченко Вере Андреевне присвоено звание Героя Социалистического Труда с вручением ордена Ленина и золотой медали «Серп и Молот».
Работала и после выхода на пенсию, выступала в школах, часто встречалась с краеведами-школьниками, участвовала с ними в экскурсиях и походах по родному краю.
Умерла 10 мая 1985 года. Похоронена в селе Вольное Криворожского района Днепропетровской области.